# 2004 FH
2004 FH ist ein Asteroid von etwa 30 m Durchmesser. Er wurde am 16. März 2004 von der LINEAR-Himmelsüberwachung in New Mexico, USA entdeckt. Er bewegt sich in einem Abstand von 0,581 (Perihel) bis 1,054 (Aphel) astronomischen Einheiten, in 270 Tagen und 5 Stunden um die Sonne, die Bahnexzentrizität beträgt somit 0,289. Seine Bahn ist mit 0,021° fast nicht gegen die Ekliptik geneigt. 2004 FH rotiert recht schnell einmal in zirka 3 Minuten um seine Achse.
2004 FH passierte die Erde am 18. März 2004 um 22:08 Uhr UTC im Abstand von nur etwa 43 000 km (von der Erdoberfläche aus gemessen) mit 7,9 km/s Relativgeschwindigkeit. Vom Zentrum der Erde aus gemessen entspricht dies 0,00035 AE oder etwa vier Erddurchmessern. Von allen derzeit bekannten erdnahen Objekten (NEO) ist nur der noch kleinere 2004 FU162 der Erde bisher näher gekommen.

Bahnstörung von 2004 FH beim Vorbeiflug an der Erde

Eine Kollision mit der Erde hätte möglicherweise zu starken regionalen Verwüstungen geführt. Eine der Erklärungshypothesen des Tunguska-Ereignisses geht zum Beispiel von einem etwa 50 m großen Körper aus, der mit der Erde kollidierte, was also mit 2004 FH vergleichbar wäre. Dass Objekte dieser Größe in solcher Nähe die Erde passieren, wird etwa alle zwei Jahre erwartet, 2004 FH ist jedoch das erste, das tatsächlich beobachtet wurde.
Zum Zeitpunkt der größten Annäherung war das Objekt mit einer scheinbaren Helligkeit von etwa 10 Magnituden aber zu dunkel, um es mit dem bloßen Auge wahrzunehmen.
Mit einem Fernrohr war 2004 FH von Deutschland aus praktisch unbeobachtbar. Im Süden stand er etwa 3 Grad über dem Horizont am Südhimmel im Sternbild Luftpumpe. Im Norden Deutschlands war 2004 FH unter dem Horizont. In den darauf folgenden Nächten stand das Objekt weiter am Nordhimmel, war aber aufgrund der gewachsenen Entfernung wieder wesentlich schwächer.
Durch die geringe Entfernung kam es zu einer großen Parallaxe von in Deutschland etwa 5 Grad, abhängig vom jeweiligen geographischen Standort, und damit zu Abweichungen von den in der Ephemeride angegebenen geozentrischen Positionen. 2004 FH bewegte sich mit maximal 33 Bogensekunden pro Zeitsekunde über den Himmel.